# Машкове
Ма́шкове — село в Україні, у Тростянецькій міській громаді Охтирського району Сумської області. Населення становить 40 осіб. Колишній орган місцевого самоврядування — Криничненська сільська рада.

## Географія
Селом протікає річка Радомля, яка через 6 км впадає в річку Боромля, вище за течією на відстані 2 км розташоване село Криничне, нижче за течією на відстані 1,5 км розташоване місто Тростянець.